# Jonathan Torres
Pour les articles homonymes, voir Torres.

a Compétitions nationales et continentales officielles uniquement.

b Matchs officiels uniquement.
Dernière mise à jour le 23 mars 2012.
Jonathan Torres, né le 28 février 1985 à Perpignan, est un joueur français de rugby à XIII et de rugby à XV qui évolue au poste de demi d'ouverture ou d'arrière.

## Biographie
Après avoir débuté au rugby à XIII et joué en Élite 1 avec le RC Saint-Gaudens XIII, il se tourne vers le rugby à XV et s'engage au sein de l'effectif du Montluçon rugby, en Fédérale 1, en 2009. Il décide de revenir vers le rugby à XIII en s'engageant avec les Broncos de Palauavec qui il sera champion de France élite 2 lors de sa seconde saison face aux Broncos de Toulouse sur le score de 34-17. Après ce titre, il fera son retour au RC Saint-Gaudens XIII en tant que joueur et entraîneur adjoint